# Oboroževalna tekma
Oboroževalna tekma je tekmovanje med dvema ali več državami v vojaški zmogljivosti. To pomeni prizadevanje za superiorno vojaško zmogljivost v smislu proizvodnje orožja, povečevanja vojske in izboljševanja vojaške tehnike. Za razliko od športnih tekmovanj, kjer udeleženci tekmujejo pri dosegu vnaprej določenega cilja pod prav tako določenimi pravili, gre pri oboroževalni tekmi za trajno in lahko tudi neusmerjeno vedenje z odprtim ciljem biti boljši od nasprotnikov, posledica česar so nestabilni sistemi mednarodnih odnosov.
Med najvidnejšimi recentnimi zgledi je jedrska oboroževalna tekma med Združenimi državami Amerike in Sovjetsko zvezo z zavezniki med hladno vojno. Ameriška uporaba jedrskega orožja konec druge svetovne vojne je pomenila tolikšno tehnološko premoč, da je spodbudila geopolitičnega rivala, Sovjetsko zvezo, da je sama razvila svoje napadalne jedrske zmogljivosti z namenom uravnoteženja moči. To je vodilo v skokovito povečevanje jedrskih arzenalov obeh velesil, ki so na vrhuncu hladne vojne obsegali na desettisoče aktivnih jedrskih konic (po načelu zagotovljenega vzajemnega uničenja, ki naj bi odvračalo nasprotnika pred prvim napadom). Po razpadu Sovjetske zveze je prišlo do deeskalacije, toda več tisoč aktivnih jedrskih konic, ki ostajajo v arzenalih, ima še vedno zmožnost večkratnega popolnega uničenja ne le rivalov, temveč vsega sveta.
Politologi razlagajo pojav oboroževalnih tekem v okviru pojma varnostne dileme, teorije odvračanja in raznih kibernetskih teorij. Na primeru jedrske oboroževalne tekme nekateri utemeljujejo, da gre za pogosto neracionalno, neoptimalno in zelo potratno vedenje. V stroki tudi ni enotnega mnenja glede vprašanja ali oboroževalne tekme spodbujajo ali preprečujejo vojne.